# Giovanni Villamarino
Giovanni Villamarino (falecido em 1525) foi um prelado católico romano que serviu como bispo de Mazara del Vallo (1503–1525).

## Biografia
Em 1503, Villamarino foi nomeado pelo Papa Alexandre VI como Bispo de Mazara del Vallo. Serviu como Bispo de Mazara del Vallo até à sua morte em 1525.